# Йодль, Альфред
Альфред Йозеф Фердинанд Йодль (нем. Alfred Josef Ferdinand Jodl; 10 мая 1890, Вюрцбург, Бавария, Германская империя — 16 октября 1946, Нюрнберг, Бавария, Американская зона оккупации Германии) — военный деятель Германии, начальник штаба оперативного руководства Верховного командования вермахта, генерал-полковник (с 1 февраля 1944).
Рассматривался Международным военным трибуналом в Нюрнберге как один из главных военных преступников и по решению суда был казнён через повешение.

## Биография
Альфред Йодль родился 10 мая 1890 года в Вюрцбурге, в семье отставного капитана артиллерии баварской армии. Его брат Фердинанд Йодль родился в 1886 году и также стал кадровым солдатом, участвовавшим вместе с ним в Первой мировой войне, а затем ставшим нацистским генералом во время Второй мировой войны. Братья Йодль были племянниками философа, Фридриха Йодля.

### Начало карьеры
Начал военную службу в июле 1910 года фенрихом (кандидат в офицеры) в 4-м Баварском полку полевой артиллерии. Произведён в лейтенанты в октябре 1912 года.

### Первая мировая война
С августа 1914 года командовал артиллерийским взводом, 24 августа был тяжело ранен в бедро осколком гранаты и попал в госпиталь. В ноябре 1914 года награждён Железным крестом 2-го класса. В марте 1915 года вернулся на фронт, 14 января 1916 года получил звание обер-лейтенанта. В 1916 году снова оказался в госпитале (последствием тяжёлого ранения стал абсцесс), до декабря 1916 года числился в запасном батальоне 4-го Баварского артполка. С декабря 1916 года — командир батареи (в различных артполках, в том числе в австрийском). С мая 1917 года — адъютант 19-го Баварского артполка. Награждён Железным крестом 1-го класса (в мае 1918 года), и ещё двумя орденами (баварским и австрийским).

### Между мировыми войнами
После войны продолжил службу в рейхсвере, командир батареи в различных частях (1919—1923). 3 января 1921 года переведён на командные учебные курсы Генерального штаба в 7-й пехотной дивизии в Мюнхене. С 1 июля 1921 года — капитан. В 1923—1924 годах учился в Берлинском университете. В 1924—1931 годах служил в Генеральном штабе 7-й пехотной дивизии, с конца 1928 года стал преподавателем командных учебных курсов при штабе, в 1931 году произведён в майоры. В 1932 году переведён на службу в первый военный департамент берлинского министерства рейхсвера (переименованного в 1935 году в имперское военное министерство). С октября 1933 года — подполковник.
20 июня 1935 года переведён из управления сухопутных войск в военном министерстве в управление национальной обороны, а 1 июля назначен руководителем управления национальной обороны в вермахте. С 1 августа 1935 года — полковник. В 1936 году получил предложение от начальника отдела личного состава люфтваффе стать руководителем Генерального штаба люфтваффе, но отклонил это предложение из-за своей привязанности к сухопутным войскам. 10 ноября 1938 года назначен командиром артиллерии 44-й пехотной дивизии (в Австрии), но вскоре (до 20 ноября) возвращён на прежнюю должность руководителя управления национальной обороны в Верховном командовании вермахта. Планировалось назначение его в следующем году на должность командующего 4-й горнострелковой дивизией.
1 апреля 1939 года (получив звание генерал-майора) приглашён в Берлин, где в Верховном командовании вермахта ему было поручено руководство оперативным отделом, позднее (8 августа 1940 года) переименованным в штаб оперативного руководства Верховного командования вермахта.

### Вторая мировая война
Во время Второй мировой войны возглавлял штаб оперативного руководства Верховного командования вермахта.
19 июля 1940 года, после Французской кампании, произведён в генерал-лейтенанты и в тот же день — в генералы артиллерии.
30 января 1944 года Йодлю присвоено звание генерал-полковника.
20 июля 1944 года получил знак за ранение (во время покушения Штауффенберга на Гитлера).
7 мая 1945 года в Реймсе (Франция), получив разрешение главы Германии Карла Дёница, подписал Акт о капитуляции Германии.
7 мая 1945 года награждён Рыцарским крестом Железного креста и в тот же день награждён Дубовыми Листьями (№ 865) к Рыцарскому кресту.
В своих воспоминаниях о встрече с Йодлем осенью 1943 года, Маннергейм, ещё раз подтвердив своё решение не допускать вовлечения Финляндии в тотальную войну, так описывает ответ Йодля:

Ни у одной нации нет большего долга, чем сохранение своей страны. Все другие точки зрения должны уступить этому путь, и никто не имеет права требовать, чтобы какой-либо народ стал умирать во имя другого народа.— Карл Густав Эмиль Маннергейм. Мемуары.

В одной из своих записей в дневнике, сделанных в самом конце войны, он пишет:

Если у армии не осталось никаких резервов, то борьба до последнего солдата не имеет никакого смысла 
Но в это время, в связи со сложившейся в государстве ситуацией, эта тема была запретной. После захвата союзниками моста у Ремагена Гитлером было составлено указание о «летучих полевых судах», согласно которому любой военнослужащий, независимо от его ранга, подлежал расстрелу на месте без суда и следствия, если он, по мнению суда, проявил трусость.

### После войны

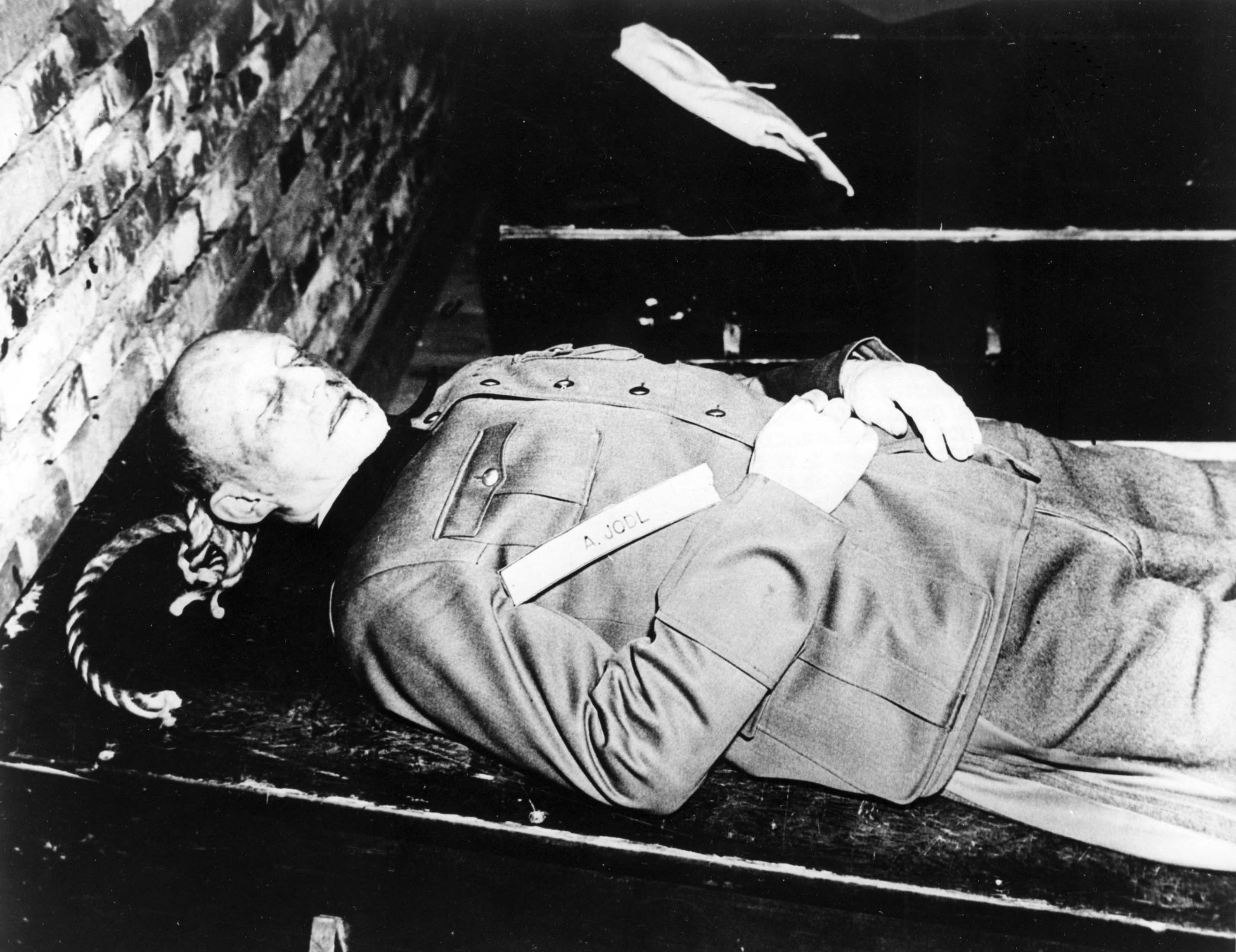
Фотография, сделанная военнослужащими Армии США

23 мая 1945 года Йодль вместе с остальными членами правительства Дёница был арестован во Фленсбурге.

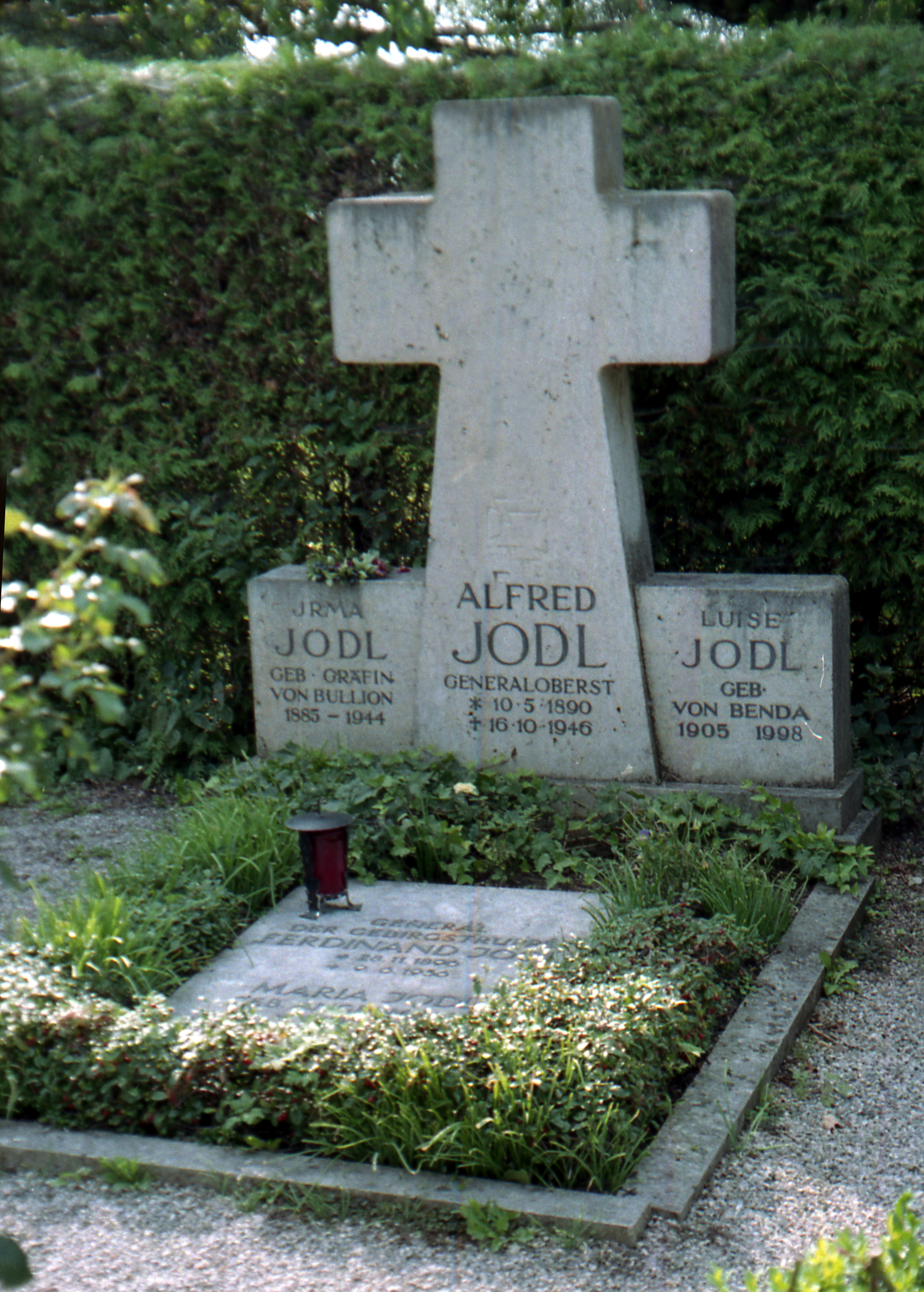
Надгробие семейства Йодль (слева и справа — 1-я и 2-я супруги; оба брака остались бездетными.

Судим Нюрнбергским трибуналом как один из главных военных преступников. Йодль обвинялся по всем четырём разделам Обвинительного заключения как человек, который «в строго военном смысле […] фактически планировал войну и является в большой степени ответственным за стратегию и ведение операций». В частности, ему вменялось в вину активное участие в планировании нападения на Чехословакию, военных действий против Греции и Югославии, его подпись стояла под планом «Барбаросса», а также его приказ от 28 октября 1944 года провести эвакуацию всех жителей Северной Норвегии и сжечь их дома с тем, чтобы они не могли оказывать помощь русским.
На допросах Йодль ссылался на известное положение о том, что солдат не может нести ответственность за решения политиков. Несмотря на то, что ни Генеральный штаб, ни Верховное командование вермахта преступными организациями признаны не были, а вермахту обвинения вообще не были предъявлены, Международный трибунал признал его виновным по всем четырём пунктам обвинения и приговорил к смертной казни.
После опубликования Московского заявления от 30 октября 1943 года, подписанного совместно представителями Великобритании, США и СССР, было признано, что отныне незаконные действия, совершаемые по приказу командира или правительства, не снимают ответственности с исполнителя этих приказов. По естественным причинам под этим изменением военных кодексов не было подписи Германии. Дополнительно была сделана оговорка, что долгом солдата является выполнение любого приказа, преступность которого не очевидна. В противоположном случае не выполнивший приказ мог быть оправдан.
На рассвете 16 октября 1946 года генерал-полковник Альфред Йодль был повешен. Последними словами были: «Приветствую тебя, Германия!» Тело его было кремировано, а прах тайно вывезен и развеян.
При пересмотре дела мюнхенским судом в феврале 1953 года Йодль был полностью оправдан, однако уже в сентябре того же года баварский министр «политического освобождения» под давлением общественности отозвал решение об отмене приговора нюрнбергского суда.

## Награды
- Железный крест 2-го класса (20 ноября 1914)
- Железный крест 1-го класса (3 мая 1918)
- Орден «За военные заслуги» (Бавария), 4-го класса с мечами
- Золотой партийный знак НСДАП
- Нагрудный знак «За ранение», чёрный
- Почётный крест ветерана войны (1934)
- Медаль «За выслугу лет в вермахте» с 4-й по 1-й класс
- Крест «За военные заслуги» (Австро-Венгрия), 3-й класс с Военное Украшение
- Медаль «В память 13 марта 1938 года» (1938)
- Медаль «В память 1 октября 1938 года» (1938)
- Пряжка к Железному кресту 2-го класса (30 сентября 1939)
- Пряжка к Железному кресту 1-го класса (23 декабря 1939)
- Немецкий крест в золоте (30 апреля 1942 г.)
- Нагрудный знак «За ранение»,  чёрный (20 июля 1944)
- Рыцарский крест железного креста с Дубовыми Листьями
  - Рыцарский крест (7 мая 1945)
  - Дубовые листья (№ 865) (7 мая 1945)
- Финский орден Креста Свободы, крест 1-го класса мечами и дубовыми листьями
- Румынский орден Михая Храброго 2-го класса
- Румынский орден Звезды Румынии, большой крест (14 октября 1941)[10]